# Саличе-Салентино
Саличе-Салентино (итал. Salice Salentino) — коммуна в Италии, располагается в регионе Апулия, в провинции Лечче. 
Город Саличе был основан в конце XIV века князем Раймондо Орсини в центре Салентинского полуострова, примерно на равном удалении от Адриатического моря и Тарентского залива. Назван в честь в обилии росших здесь ив (итал. salice). В последующие столетия принадлежал различным испанским и неаполитанским аристократам. 
В конце XVI века выстроены главная церковь Успения и здания францисканского монастыря. Символом города считается относящийся к тому же веку «замок монахов» (итал. Castello Monaci; на фото справа), фактически расположенный в черте соседней коммуны Сан-Панкрацио.
Жители города и окрестностей специализируются на возделывании олив и винограда сорта негроамаро, из которого здесь вырабатывается красное вино Salice Salentino DOC.  Старейшая винодельня Leone de Castris была основана в 1665 году по указанию графа Лемоса из феодального рода Кастро. В конце XIX века его потомок, сенатор Арканджело де Кастрис, неустанно пропагандировал вина из Саличе, в том числе и за пределами Италии.
Население составляет 8872 человека (2008 г.), плотность населения составляет 153 чел./км². Занимает площадь 58 км². Почтовый индекс — 73015. Телефонный код — 0832. Покровителем населённого пункта считается святой Франциск Ассизский.

## Демография
Динамика населения: